# Cabal (EP)
Cabal é um extended play (EP) do cantor e rapper brasileiro C4bal, Foi lançado em 2007 através da Universal Music. As faixas estão disponíveis em formato de download digital e Compact Disc. o EP contém o single "Vô, Num Vô" também possui o single "Cinderela"
A canção "Cinderela" conta com a participação do ex-membro do grupo Br'oz "Oscar Tintel" da canção foi feita um videoclipe com a participação de Monica Mattos, dirigido por Marcos Mion e André Vasco, encontra-se disponível no site de clipes musicais "VEVO".
A canção "Vô, Num Vô", foi feita para o quadro do programa Pânico Na TV exibida pela RedeTV!, que depois tornou-se tema do quadro do programa Show do Tom. ambos os quadros foram apresentados por Carlos Alberto da Silva(Mendigo) e Vinícius Vieira(Mano Quentinho),eles que também fazem participação na canção. também contou com uma pequena participação da Panicat Babi Rossi.

## Faixas
| N.º | Título | Duração |  |